# Roberts Rode
Pour les articles homonymes, voir Rode.
Roberts Rode, né le 29 mai 1987 à Riga, est un skieur alpin letton.

## Biographie
Membre du club SK Kore, il court sa première compétition internationale officielle en 2003.
Il fait ses débuts dans la Coupe du monde en novembre 2009 à l'occasion de la descente de Lake Louise et y compte six départs durant sa carrière, terminant au mieux 29e, sur un super-combiné disputé à Sotchi en 2012, mais ce résultat ne l'attribue aucun point dans la Coupe du monde. Il prend part à six éditions des Championnats du monde entre 2005 et 2015, se classant au mieux 42e à la descente de Schladming en 2013.
Sur les Jeux olympiques, qu'il participe en 2010, 2014, il ne termine que la descente, terminant respectivement 58e et 47e.
Il prend sa retraite sportive en 2015.

## Palmarès

### Jeux olympiques d'hiver
| Épreuve / Édition | Vancouver 2010 | Sotchi 2014 |
| Descente          | 58e            | 47e         |
| Super G           | -              | Abandon     |
| Super combiné     | Abandon        |             |
| Slalom            | -              | Abandon     |

### Coupe du monde
- Meilleur résultat : 29e.